# 護教王
护教王，明朝授予乌思藏馆觉地方（今西藏自治区昌都市贡觉县及其以东地区）藏传佛教噶玛噶举派领袖人物的封号。
永乐初年，明廷遣使僧人智光至乌思藏，了解政教及民情。永乐四年（1406年）西藏馆觉（今贡觉县）地方僧人（《明史》称馆觉僧）南哥巴藏卜遣使到南京朝贡，明朝封为灌顶国师，并赐诰命。永乐五年（1407年）再次遣使至京师申谢并贡方物，明廷封其为“护教王”，赐金印诰命。永乐十二年（1414年）南哥巴藏卜卒，永乐十三年（1415年）明朝又封其侄子斡些儿吉刺思巴藏卜承袭王爵，遵惯例遣使入贡，卒后无嗣，封爵遂绝。

## 延伸阅读
[在维基数据编辑]
 《明史卷三百三十一》，出自《明史》